# On a Very Special Episode...
"On a Very Special Episode..." (no Brasil, "Em um Episódio Muito Especial...") é o quinto episódio da minissérie de televisão americana, WandaVision, baseado nos personagens Wanda Maximoff / Feiticeira Escarlate e Visão da Marvel Comics. O episódio segue vários agentes do governo enquanto investigam o por quê e como Wanda e Visão estão levando uma vida fantasiosa dentro de uma sitcom na cidade de Westview. O episódio se passa no Universo Cinematográfico Marvel (UCM), dando continuidade aos filmes da franquia. Foi escrito por Peter Cameron e Mackenzie Dohr e dirigido por Matt Shakman.
Elizabeth Olsen e Paul Bettany reprisam seus respectivos papéis como Wanda Maximoff e Visão da série de filmes, estrelando ao lado de Teyonah Parris, Evan Peters, Randall Park, Kat Dennings e Kathryn Hahn. o diretor Matt Shakman se juntou à série em agosto de 2019. O episódio é uma homenagem às comédias da década de 1980. As filmagens aconteceram na área metropolitana de Atlanta, incluindo no Pinewood Atlanta Studios, e em Los Angeles.
"On a Very Special Episode..." foi lançado na Disney + em 5 de fevereiro de 2021.

## Enredo
No cenário dos anos 1980, Wanda e Visão lutam para impedir que Tommy e Billy chorem. Agnes se oferece para ajudar a cuidar dos meninos, mas quando ela quebra o personagem e pergunta a Wanda se eles deveriam refazer a cena, Visão fica preocupado que haja algo estranho nela. Eles são interrompidos quando Tommy e Billy de repente atingem 5 anos de idade. Quando um cachorro aparece em sua casa, os meninos pedem para ficar com ele e Agnes sugere o nome de Sparky. Wanda quase revela suas habilidades para Agnes, a respeito da Visão. Quando Wanda e Visão decidem que os filhos são muito jovens para cuidar do cachorro, eles envelhecem para 10 anos. No trabalho, Visão lê um e-mail da S.W.O.R.D. que revela a situação em Westview. Ele consegue chegar a um verdadeiro residente de Westview chamado Norm e descobre que Wanda está controlando a cidade. S.W.O.R.D. envia um drone da década de 1980 para Westview e tenta matar Wanda sob as ordens de Hayward. Ela emerge do campo estático com o drone e avisa Hayward para deixá-la sozinha, protegendo Westview com um campo mais forte. Depois que Sparky morre inesperadamente, os gêmeos pedem à mãe para trazê-lo de volta à vida, mas ela os incentiva a aprender a lidar com a dor. Visão retorna do trabalho e confronta Wanda sobre o controle da cidade, mas Wanda diz que nem tudo está sob seu controle e que ela não sabe como começou. Eles são interrompidos novamente quando Pietro chega, parecendo no entanto ser o americano Peter Maximoff, o personagem da série de filmes X-Men da FOX. Assistindo à transmissão, Darcy observa que Pietro foi "reescalado".
Um comercial durante o programa WandaVision anuncia toalhas de papel de Lagos.

## Produção

### Desenvolvimento
Em outubro de 2018, a Marvel Studios informou que estava desenvolvendo uma série limitada estrelando Wanda Maximoff de Elizabeth Olsen e Visão de Paul Bettany dos filmes do Universo Cinematográfico da Marvel (UCM). Em agosto de 2019, Matt Shakman foi contratado para dirigir a minissérie. Shakman e o redator principal Jac Schaeffer são produtores executivos ao lado de Kevin Feige, Louis D'Esposito e Victoria Alonso da Marvel Studios. Feige descreveu a série como parte de uma "sitcom clássica", uma parte "épica da Marvel". O quinto episódio, intitulado "On a Very Special Episode...", foi escrito por Peter Cameron e Mackenzie Dohr, e é uma homenagem aos anos 1980.

### Roteiro
Schaeffer sentiu que toda a década de 1980 foi uma inspiração para o episódio, destacando Family Ties, Full House, Growing Pains, Who's the Boss?, Roseanne e Just the Ten of Us em particular. Schaeffer estava interessado em começar a mostrar diferenças de opinião no casamento de Wanda e Vision, levando a uma imagem doméstica mais "autêntica" deles.  Bettany acrescentou que a série tiraria vantagem do fato de que casais vistos em sitcoms começando na década de 1980 "(não) necessariamente gostam um do outro" em comparação com aqueles em seriados dos anos 1950-1970. Bettany também descreveu os seriados dos anos 1980 como tendo "momentos ensináveis", que às vezes eram comercializados como "um episódio muito especial" quando cobriam questões difíceis. Um dos tópicos em "On a Very Special Episode ..." discutido é não poder pular as partes difíceis da vida.
A série apresenta comerciais falsos que Feige disse que mostrariam "parte das verdades do programa começando a vazar", com "On a Very Special Episode ..." incluindo um comercial que anuncia toalhas de papel de Lagos, com o slogan "para quando você faz uma bagunça, você não queria", uma referência aos eventos no Capitão América: Guerra Civil (2016). Charlie Ridgely da Comicbook.com disse que este foi o comercial mais devastador da série até agora, uma vez que colocava os comerciais anteriores em perspectiva enquanto destacava a dor e a culpa que Wanda sente sobre suas ações em Lagos.

### Elenco

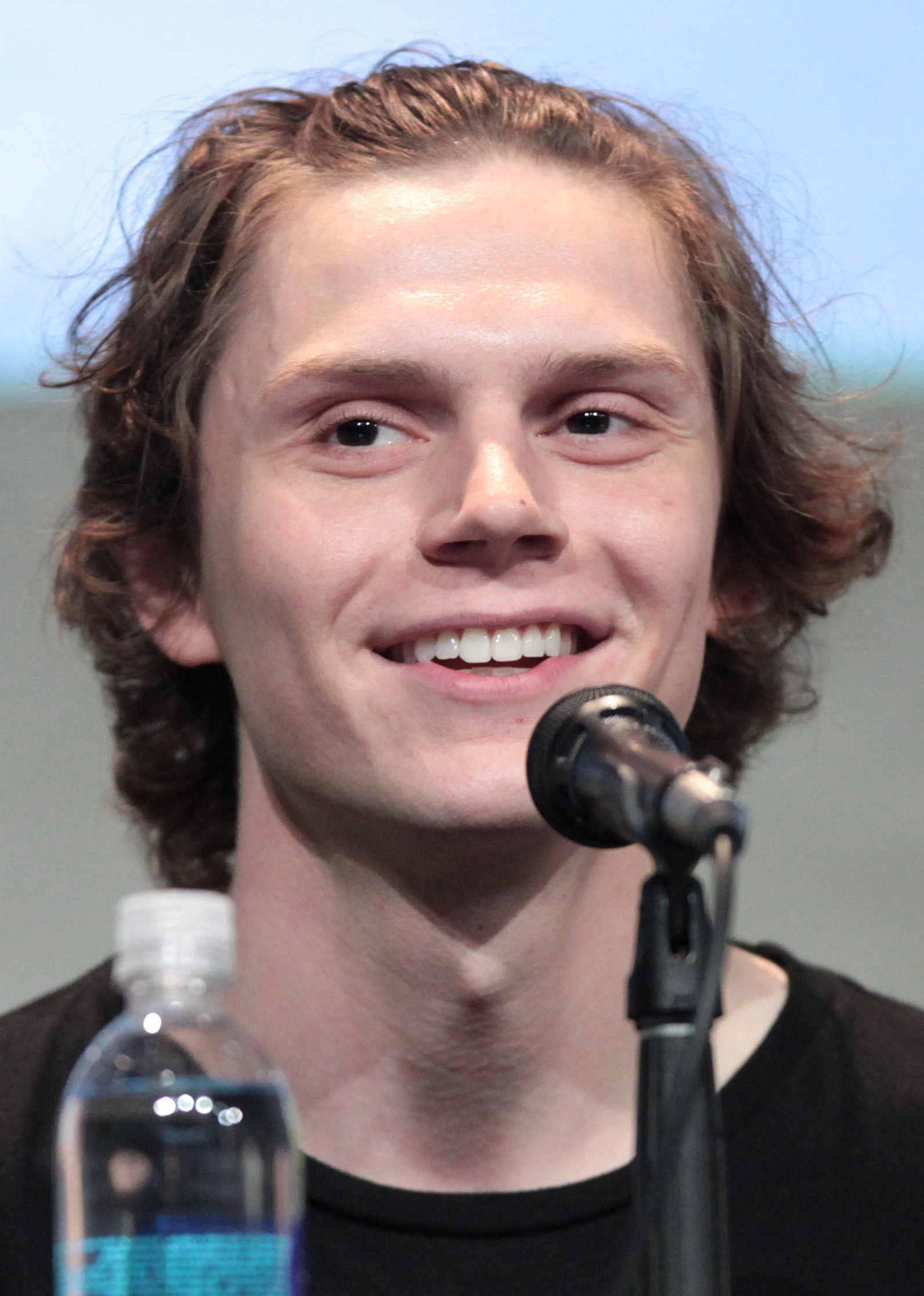
Evan Peters interpreta Pietro Maximoff no episódio, reprisando seu papel na série de filmes X-Men.

O episódio é estrelado por Elizabeth Olsen como Wanda Maximoff, Paul Bettany como Visão, Teyonah Parris como Monica Rambeau, Evan Peters como Pietro Maximoff, Randall Park como Jimmy Woo, Kat Dennings como Darcy Lewis e Kathryn Hahn como Agnes. Pietro foi anteriormente retratado no UCM por  Aaron Taylor-Johnson, enquanto Peters interpretou uma versão diferente do personagem chamado Peter Maximoff na série de filmes X-Men. Darcy observa na tela que Wanda "reescalou" Pietro, mas isso não foi feito para ser interpretado como uma reformulação da vida real de Taylor-Johnson. Schaeffer e a co-produtora executiva Mary Livanos teve a ideia desde muito cedo de que Pietro voltasse na série, e decidiu que o personagem seria "reformulado" dentro do programa fictício WandaVision. Feige queria garantir que houvesse uma razão sensata para o personagem aparecer assim, e Schaeffer observou que ele joga com os tropos da sitcom de personagens reformulados sem "muito barulho" e também de ter um parente chegando na cidade que "agita as coisas com o família". Ela também chamou de "a maior emoção" ter Peters se juntando ao UCM, que estava igualmente pronto para a aparência.
Os filhos de Wanda e Visão têm papéis no episódio, com Julian Hilliard e Baylen Bielitz como Billy aos 10 e 5 anos, respectivamente, e Jett Klyne e Gavin Borders como Tommy aos 10 e 5 anos, respectivamente. Também participando do episódio estão Josh Stamberg como diretor da S.W.O.R.D., Tyler Hayward, Amos Glick como o carteiro Dennis, Asif Ali como Norm, Alan Heckner como agente da S.W.O.R.D., Monti e Selena Anduze como agente da S.W.O.R.D., Rodriguez. Victoria Blade, Ithamar Enriquez, Sydney Thomas e Wesley Kimmel aparecem durante o comercial falso.

### Filmagens e efeitos visuais
As filmagens no estúdio ocorreram no Pinewood Atlanta Studios em Atlanta, Georgia, com direção de Shakman, e Jess Hall servindo como diretor de fotografia. As filmagens também aconteceram na área metropolitana de Atlanta, com backlot e filmagens ao ar livre ocorrendo em Los Angeles quando a série retomou a produção após um hiato devido à pandemia de COVID-19 Os títulos de abertura do sitcom WandaVision incluíram elementos vistos nos títulos de abertura de Family Ties, Growing Pains e Full House. Os efeitos visuais para o episódio foram criados por The Yard VFX, Industrial Light & Magic, Rodeo FX, Monsters Aliens Robots Zombies, Framestore, Cantina Creative, Perception, Rise FX, Digital Domain, and SSVFX.

### Música
Os compositores da música tema Kristen Anderson-Lopez e Robert Lopez chamaram o tema do episódio de seu favorito que eles escreveram, tendo crescido nos anos 1980. Lopez sentiu que a "arte de escrever músicas temáticas atingiu o pico nos anos 80", com os temas sendo "baladas mais longas ... melosas". Ele chamou de "divertido colocar um pouco de emoção no que fizemos". Esse foi o estilo que eles escolheram para imitar com "Making it Up as We Go Along", e como as músicas-tema da época eram mais longas, isso permitiu ao casal "aterrissar a emoção disso". Lopez acrescentou que foi fácil para eles encontrarem essas emoções porque ele e Anderson-Lopez têm filhos da mesma idade de Wanda e Vision no episódio e eles também estavam "tentando fazer as coisas funcionarem mesmo que o mundo meio que desmorone ao nosso redor". Inclui acenos musicais para as canções-tema de Growing Pains ("As Long as We Got Each Other" por BJ Thomas e Jennifer Warnes) e Family Ties ("Without Us" por Johnny Mathis e Deniece Williams). Lopez e Anderson -Lopez disse que estava canalizando cantores de rock e pop dos anos 1980 para a música, como Michael McDonald, Kris Kristofferson, Huey Lewis e Taylor Dayne. A música originalmente não incluía "WandaVision" como letra, mas foi adicionada como o final da música após o incentivo da Marvel para incluí-la. A trilha sonora do episódio foi lançada digitalmente pela Marvel Music e Hollywood Records em 12 de fevereiro de 2021, com a trilha do compositor Christophe Beck. A primeira faixa é a música tema do episódio, de Anderson-Lopez e Lopez.
| N.º            | Título                        | Duração |  |
| 1.             | "Making It Up As We Go Along" | 1:42    |  |
| 2.             | "Ten Years Old"               | 0:36    |  |
| 3.             | "Lagos"                       | 0:30    |  |
| 4.             | "Evaluation"                  | 3:08    |  |
| 5.             | "Family Is Forever"           | 0:53    |  |
| 6.             | "Missile Strike"              | 4:02    |  |
| 7.             | "Cue Credits"                 | 0:29    |  |
| 8.             | "Ode to Sparky"               | 1:48    |  |
| 9.             | "Pietro"                      | 3:11    |  |
| Duração total: | Duração total:                | 16:19   |  |

## Divulgação
No início de dezembro de 2020, seis pôsteres para a série foram lançados diariamente, cada um representando uma década dos anos 1950 até os anos 2000. Charles Pulliam-Moore de io9 disse que, ao contrário dos pôsteres da década anterior, este não apresentava muitos itens para obter pistas, embora ele tenha apontado "um reflexo não natural no fundo que pode ou não apontar para a 'falsidade' do realidade sendo retratada". Após o lançamento do episódio, a Marvel anunciou mercadorias inspiradas no episódio como parte de sua promoção semanal "Marvel Must Haves" para cada episódio da série, incluindo várias camisetas, bem como uma garrafa de aço inoxidável da marca S.W.O.R.D. e vidro em forma de lata.

## Lançamento
"On a Very Special Episode..." foi lançado no Disney+ em 5 de fevereiro de 2021.

## Recepção da crítica
O site de agregador de críticas, Rotten Tomatoes, relatou uma taxa de aprovação de 100% com uma pontuação média de 8,58/10 com base em 18 resenhas. O consenso crítico do site diz: Em "On a Very Special Episode..." de WandaVision, não há novas respostas, mas algumas reviravoltas bem interpretadas abrem a porta para uma série de novas questões— e um convidado muito inesperado."
Stephen Robinson do The A.V. Club disse Wanda confrontando o S.W.O.R.D. agentes fora da anomalia foi o momento "oh merda" do episódio, observando como o sotaque sokoviano de Wanda voltou para esta cena. Robinson deu ao episódio um "B". Escrevendo para a Entertainment Weekly, Chancellor Agard disse que o episódio fez jus ao título e gostou de ver Elizabeth Olsen continuar a "dar corpo a Wanda", criando uma performance que torna a personagem "dolorosamente humana", apontando para o impasse com S.W.O.R.D. como um exemplo. Christian Holub, colega de Agard, comparou a cena em que Wanda começa a jogar os créditos do sitcom para evitar falar com Vision ao curta Too Many Cooks (2014). Rosie Knight, analisando o episódio para Den of Geek, afirmou "Parece quase impossível seguir um episódio como 'We Interrupt This Program', mas quando chegamos ao meio da temporada, a equipe por trás de WandaVision conseguiu". Ela achou que as duas histórias do episódio funcionaram bem juntas e disse que o envelhecimento de Tommy e Billy foi "um conceito assustador e narrativamente conveniente que funciona a favor do episódio". Knight também destacou as fortes performances de Olsen e Bettany. Escrevendo para a Rolling Stone, Alan Sepinwall disse que "On a Very Special Episode..." foi o "episódio mais animado, cativante e puramente divertido" da série até agora e pode ter feito os primeiros episódios "laboriosos" valerem a pena.
Matt Purslow, do IGN, deu a "On a Very Special Episode..." uma nota 8 de 10, dizendo que isso rasgou o livro de regras da série e quase atingiu o equilíbrio ideal entre a sitcom familiar e o drama do UCM. Embora Purslow tenha gostado de ver os elementos do sitcom junto com as atividades de S.W.O.R.D. fora da realidade da sitcom, a combinação das duas histórias veio às custas das homenagens da sitcom em geral, com uma canção-tema "sempre perfeita" e opções de guarda-roupa, mas menos piadas. Ele esperava que episódios futuros pudessem manter o equilíbrio entre piadas e material sombrio. Além disso, ele sentiu que Vision começava a entender o que estava ocorrendo para algumas das sequências mais fortes da série, mas sentiu que Tommy e Billy eram "crianças estereotipadas" e não valia a pena o investimento do público. Depois de pensar que os primeiros quatro episódios foram "sem graça" e "água pisada", Abraham Riesman do Vulture disse que estava genuinamente animado para ver o que viria a seguir na série após este episódio, mas ainda não estava totalmente a bordo e deu 3 estrelas de 5. A música-tema do episódio e os títulos de abertura foram elogiados, com Robinson chamando a música-tema de "treacly" e comparando a sequência do título com a sequência "pintura por números do elenco 'retrato'" de Family Ties, e Riesman dizendo que era a parte mais artisticamente interessante do episódio com Anderson-Lopez e o canto de Lopez sendo "genuinamente maravilhoso".
Muitos dos revisores discutiram a aparência de Evan Peters como o "reformulado" Pietro. Geralmente descrito como surpreendente e emocionante, foi notado como Peters interpretou o personagem de maneira semelhante ao dos filmes X-Men, com Ethan Saathoff da /Film achando que Peters colocou "uma versão do tipo Fonzie no personagem" que se encaixa no cenário de sitcom dos anos 1980. Outros aspectos de sua aparência se encaixam no cronograma da sitcom, como Peters vestindo uma versão dos anos 1980 de seu figurino dos filmes dos X-Men, e referenciando papéis anteriores reformulados em sitcoms como os dois atores de Darrin Stephens em Bewitched, os dois Becky Conner atrizes em Roseanne, e as duas atrizes Vivian Banks em The Fresh Prince of Bel-Air. Acreditava-se que a aparência ajudava a estabelecer a ideia do multiverso que seria explorada em outras propriedades da Fase Quatro, e uma maneira de começar a introduzir mutantes no UCM. Matt Patches, da Polygon, chamou a aparência de "uma vibração obsessiva" e "tanto um aceno para as complicadas questões de direitos" que anteriormente se aplicavam ao personagem antes da Disney adquirir a 21st Century Fox e também um "alucinante por conta própria". Jack Shepard, da Total Film, disse que a resposta geral à WandaVision carecia do "fervor" recebido pela série do Disney+ de Star Wars, The Mandalorian, mas ele sentiu que a aparição de Peters iria "disparar" a série para a "consciência social", que ele comparou com a introdução de Baby Yoda em The Mandalorian. Agard e Riesman, por outro lado, sentiram que a aparência era "muito fan-service" e seria perdida pelos espectadores casuais.

## Ligação externa
- On a Very Special Episode...  (em inglês) no IMDb